# ARD Wissen
ARD Wissen ist eine Fernsehsendung, die seit 2023 als Gemeinschaftsproduktion der ARD-Rundfunkanstalten hergestellt wird. Sie ist das Nachfolgeformat u. a. der Sendung W wie Wissen (2003–2022). Statt Magazinen werden bei ARD Wissen moderierte Dokumentationen ausgestrahlt.